# 獅子心王リシャール

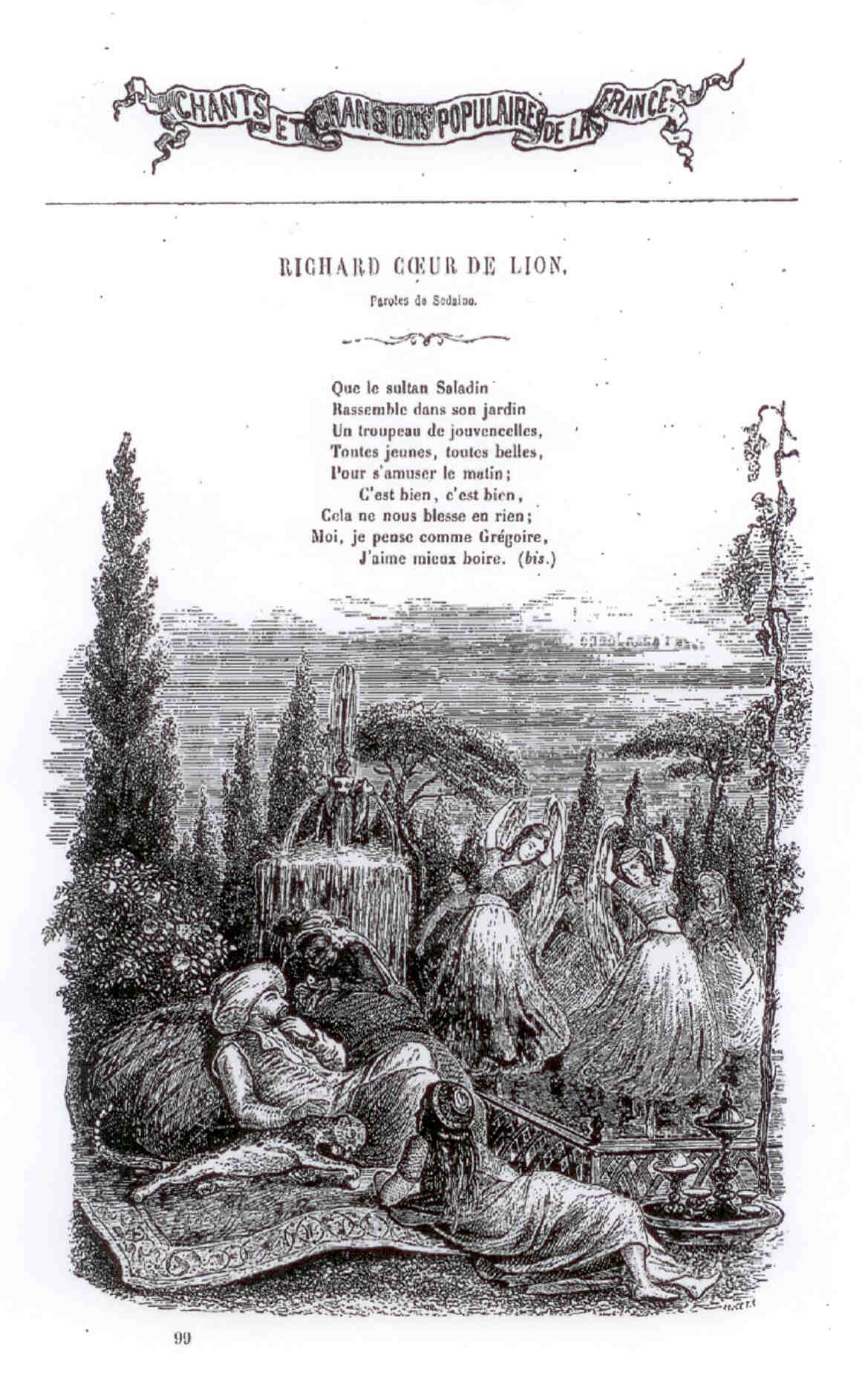
1784年の初演時のポスター

『獅子心王リシャール』（しししんおうリシャール、フランス語: Richard Cœur-de-Lion)は、ベルギー出身の作曲家アンドレ＝エルネスト＝モデスト・グレトリによる全3幕からなるオペラ・コミックで、『獅子心王リチャード』とも表記される。1784年10月21日にパリのイタリア座で初演された。グレトリの代表作の一つ、救出オペラの先駆け的な曲で、音楽は魅力的で歯切れがよい。

## 概要

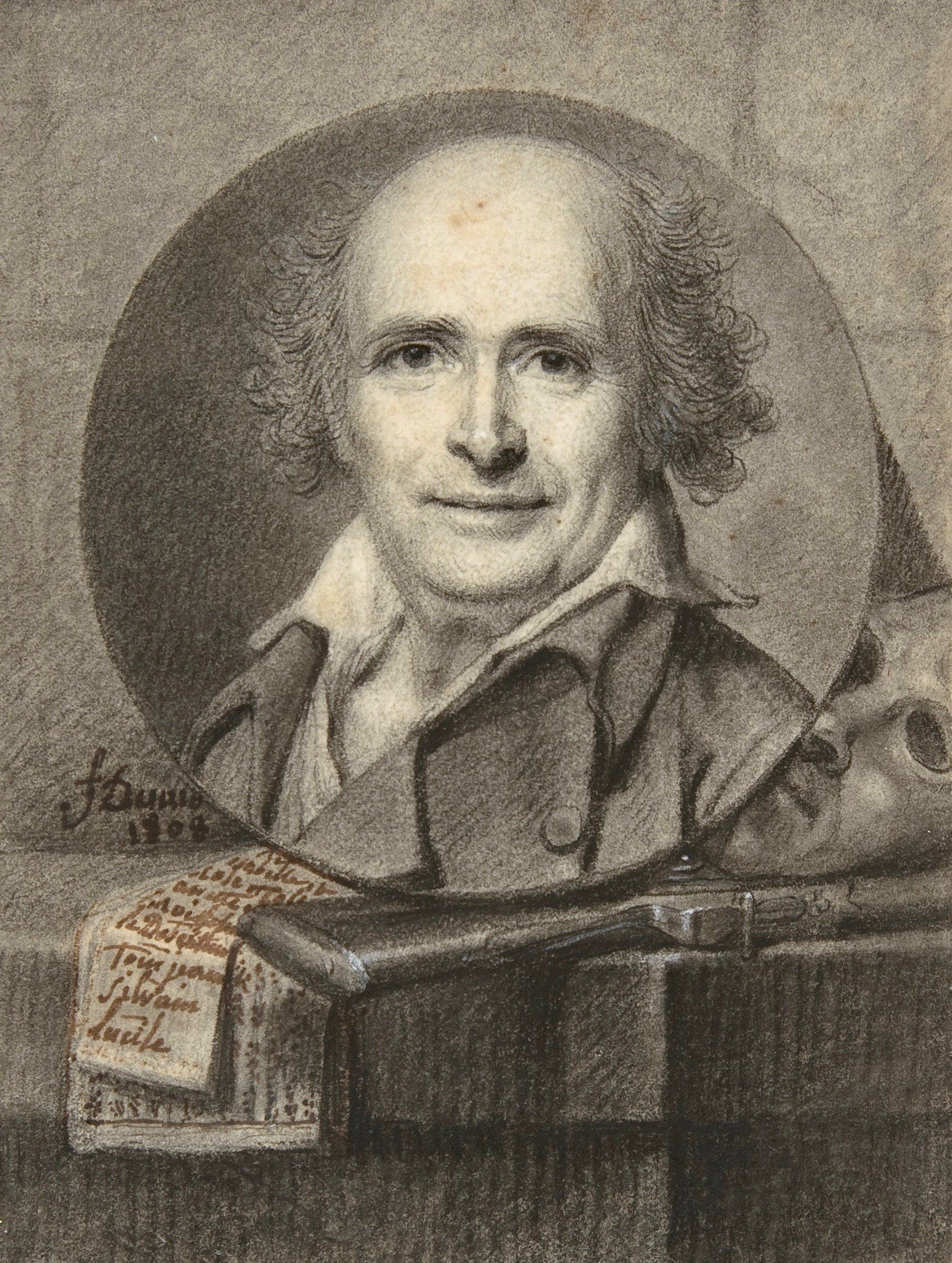
グレトリ

グラウトは「グレトリは18世紀のオペラ・コミックの代表的な作曲家であった。彼の楽曲にはイタリアの旋律的優雅さとフランス的な幻想の細やかさ、楽想の簡潔さ、抒情主義、リズムに対する優れた感覚が見事に手を取り合っている。彼の傑作『獅子心王リシャール』は、リシャール王が忠実な伶人ブロンデルが捕らわれの身から救われると言う中世伝説に基づく、初期のロマンティック・オペラの名作である。救済の筋書きは18世紀後期から19世紀初期にかけて、オペラに好んで取り上げられた題材であった。それはベートーヴェン の『フィデリオ』を通じて親しまれているように、サスペンスの感じと献身的な忠誠、悪に対する徳の勝利をモティーフとして、強烈なドラマティックな効果を織りなすことができたからである。なお、この作品のロマンティックな色彩を強めるうえに一役買っているのはグレトリが吟遊詩人の歌を模倣した単純な旋律を、ちょうどライトモティーフのように作品全体に繰り返していることである」と指摘している。なお、「グレトリはこのオペラの中でメロディーやリズムを様々に変えて9回現れるロマンスを、意識的にモティーフの形として扱い、これはのちにライトモティーフへと発展する素晴らしい先例となった」。
ラヴォアは本作について「作曲家がその才能全体の絶対的に正確な範囲をこれ以上正確に示したことは未だかつてなかった。こんなにも完全なこの総譜中には、グレトリの沢山な欠点が含まれているが、しかし、それはまたどんなに沢山の長所を含んでいることだろう。国王の姿は「もしこの世に忘れられたら」（Si l'univers entier m'oublie）という詠唱の中に、高貴さと偉大さとをもって描かれている。ブロンデルの役全体の中には、何という心と真実な献身があることだろう！ロレットの愛らしい姿の中にはいかに無邪気な愛情が見出されることだろう！衛兵の場面や情熱の有名な2重唱や3重唱「踊りの間の先生」の中には、劇的な動きに対するどんなに正しい感覚が見られることだろう！」と絶賛している。

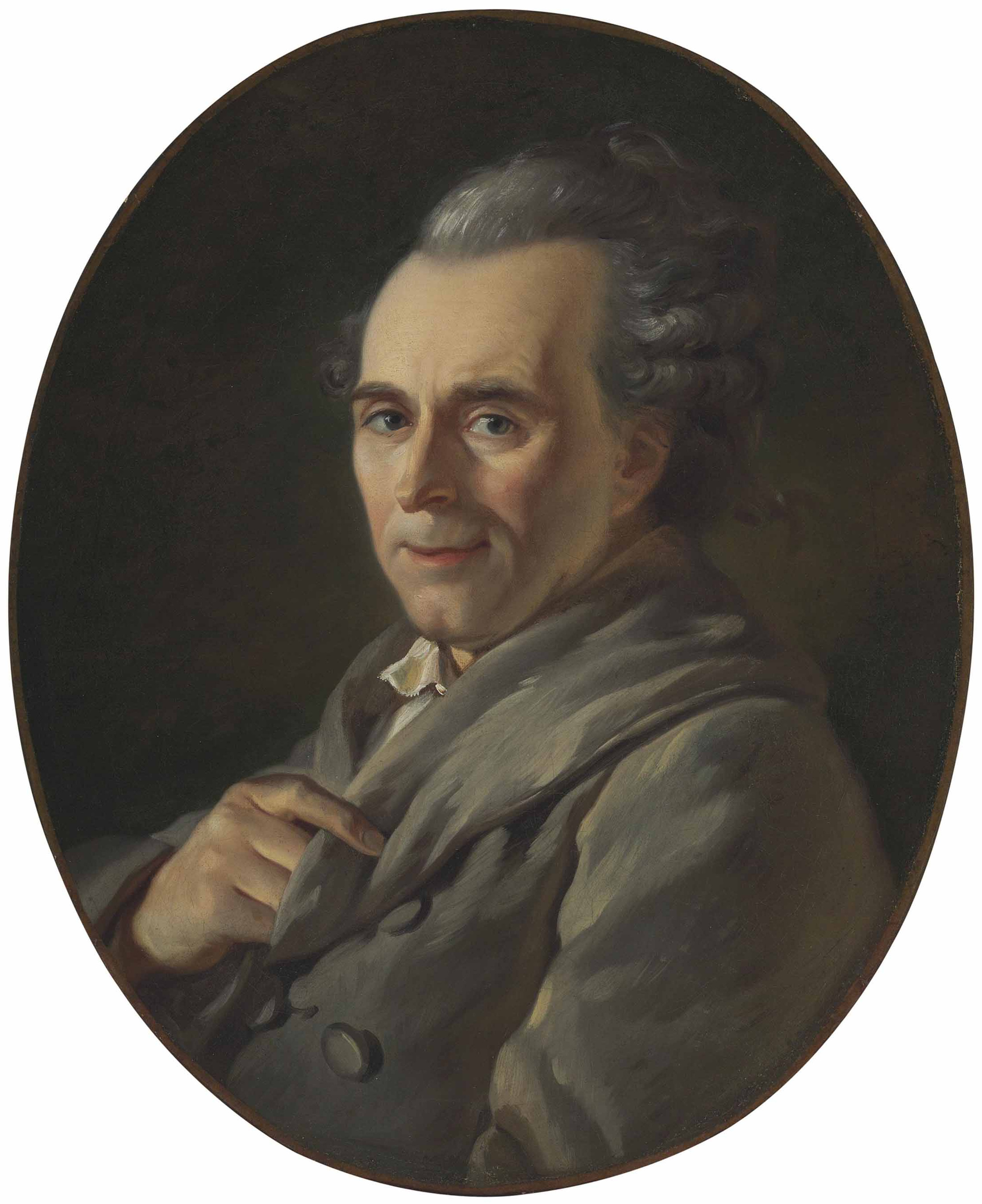
ダヴィドによるスデーヌ

リブレットはミシェル=ジャン・スデーヌ（Michel-Jean Sedaine）のフランス語のものによる。
『ラルース世界音楽事典』では「この非常に簡素な筋書きは、最初と最後の幕の多数のエピソードで豊かなものになっている。それらのエピソードにストーリー性はないが、作品に生命を与え、村の踊り、ファンファーレあるいは歌などの魅力的な楽曲を導入するきっかけになっている。例えば、アントニオやロレットのクプレ、3重唱〈総督の証明書〉、「おお！リシャール、我が国王！」（Ô Richard! Ô mon roi!）、皇帝サラダン（Que le sultan Saladin）、リシャールの嘆き「もしこの世に忘れられたら」（Si l'univers entier m'oublie）、リシャールとブロンデルの2重唱「燃えるような情熱」（Une fièvre brûlante）、最後の幕の大規模な重唱、〈ブロンデルの歌う美しい一節「その御声は心に沁み」（Sa voix a pénétré mon âme）を含む〉、そして、婚礼の愉快な輪舞「ジッグ、ザック、牛が2頭ずつ進む時」（Et zic et zic et zoc, Quand les boeufs vont deux à deux）などである。作品は豊かで、陽気なフィナーレ「これは愛であり、友情である」（C'est l'amour et l'amitié）で幕を閉じるが、それはベートーヴェンが『フィデリオ』のために書くフィナーレを予告しているように思われる」と評している。
チャイコフスキーは彼のオペラ『スペードの女王』でロレットのアリア「夜になるとあの人と話すのが怖い」（Je crains de lui parler la nuit）を引用している。
なお、グレトリは本作を改訂しており、第2稿を1785年 12月22日に、完成稿を1785年 12月29日に初演している。
イギリス初演は1786年 10月16日、ロンドンのコヴェント・ガーデン王立歌劇場にて、アメリカ初演は1797年 1月23日 にボストンにて行われた。

## 登場人物
| 人物名                                       | 声域         | 原語                         | 役柄                                          | 1784年10月21日初演時のキャスト                                                                  |
| -------------------------------------------- | ------------ | ---------------------------- | --------------------------------------------- | ----------------------------------------------------------------------------------------------- |
| 獅子心王リシャール                           | テノール     | Richard Cœur-de-Lion         | リチャード1世 (イングランド王)                | フィリップ・コヴィ (Philippe Cauvy)                                                             |
| ブロンデル                                   | テノール     | Blondel                      | 吟遊詩人、王の旧臣 （ブロンデル・ド・ネスル） | ジャン=バティスト・ギニャール （通称、クレールヴァル） （ Jean-Baptiste Guignard）              |
| ウィリアムズ                                 | バスバリトン | Williams                     | ウェールズ出身の貴族                          | ピエール=マリー・ナルボンヌ （Pierre-Marie Narbonne）                                           |
| ロレット                                     | ソプラノ     | Laurette                     | ウィリアムズの娘                              | ルイーズ=ロザリー・ルフェーヴル （Louise-Rosalie Lefebvre）                                     |
| マルグリット アルトワ伯爵夫人                | メゾソプラノ | Marguerite Contésse d’Artois | 伯爵令嬢で、王の恋人                          | マリー=テレーズ=テオドール・ロンボコーリ=リッギエリ (Marie-Thérèse-Théodore Rombocoli-Riggieri) |
| フロレスタン                                 | バス         | Florestan le gouverneur      | 城代                                          | フィリップ=トマ・メニエ （Philippe-Thomas Ménier）                                              |
| アントニオ                                   | ソプラノ     | Antonio                      | 村の青年                                      | ロザリー・ド・サン=テヴルー (Rosalie de Saint-Évreux)                                           |
| マテュラン                                   | バス         | Mathurin                     | 村の老人                                      | －                                                                                              |
| マテュラン夫人                               | ソプラノ     | Madame Mathurin              | マテュランの妻                                | －                                                                                              |
| ギヨー                                       | テノール     | Guillot                      | 小姓                                          | －                                                                                              |
| コレット                                     | ソプラノ     | Colette                      | 村娘                                          | －                                                                                              |
| ベアトリックス                               | ソプラノ     | Béatrix                      | マルグリットの侍女                            | アンジェリック・エルベンネール （Angélique Erbennert）                                          |
| セネシャル                                   | 台詞のみ     | The seneschal                | 付き人                                        | クルセル（Courcelle）                                                                           |
| 合唱：マルグリットの従者、将校、兵士、農民。 |              |                              |                                               |                                                                                                 |

## 上演時間
第1幕:約40分、第2幕:約20分、第3幕:約30分、全幕で約１時間20分

## あらすじ
時と場所： 12世紀末のオーストリアのリンツ

### 第1幕
砦のある山麓の村

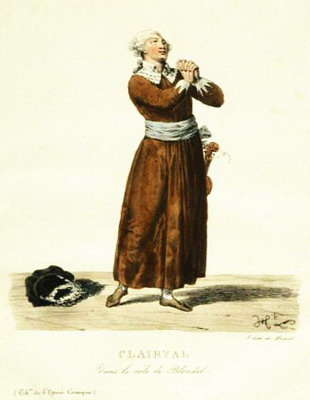
ブロンデルを演じるクレールヴァル

村人たちがマテュラン夫妻の金婚式を明日開催しようと合唱しながら歩いて行く。皆がいなくなると、盲目のヴァイオリン弾きに変装していたブロンデルが村の青年アントニオに連れられて来る。アントニオは明日、祖父の金婚式と兄の結婚式が同時に行われるので、案内はできないと言う。しかし、明日のパーティーでは恋人と踊れるのが幸せだと歌いつつ、ブロンデルのために宿を探しに行く。ブロンデルは近くに山の頂を見上げながら、このあたりに獅子心王リシャールが幽閉されているのではないかと思いつつ〈アリア〉「おお！リシャール、我が国王！」（Ô Richard! Ô mon roi!）を歌う。
すると、ウィリアムズがギヨーの耳を引っ張りながら姿を現すと、娘に付文を届けに来る者がいるかと叱責する。しかし、ギヨーは城代からの書簡だからやむを得ないと言い訳をする。そこへ、娘のロレットが姿を現し、私は城代とは一度もあったことはないので心配はいらないと言い、ギヨーを解放してやる。ウィリアムズは娘を家に戻し、フランス語の読めない彼は近くにいたブロンデルに手紙を読んでくれと頼むが、ブロンデルは盲目を装っているので、読むわけにはいかない。そこへ、丁度良く戻って来たアントニオに手紙を読ませる。手紙は城代であるフロレスタンからのもので、重要な人物を幽閉しているので、なかなか砦を留守にするわけにはいかないが、夜には何とか抜け出せるだろうから、密会できる場所と時間を教えて欲しいと書いてある。
ウィリアムズはこれを聞いて、英語で憤慨する。ブロンデルはウィリアムズがウェールズの出身のイギリス人であることを理解する。ウィリアムズは獅子心王リシャールと共に十字軍としてパレスチナに遠征したが、英国に戻ってみると、父親は殺され、財産も奪われていた。そこで、父の仇を打ち、妻子を連れてフランスに逃れたのだと身の上話をする。二人は共に獅子心王リシャールの部下であったことを理解する。ウィリアムズが家に戻ると、娘が手紙の内容を聞くので、教えてやると、娘心の〈アリア〉「夜、彼と話すのが怖い」（Je crains de lui parler la nuit）と歌う。ブロンデルは城代がフロレスタンで、ロレットの誘惑者であることは理解したが、幽閉している重要人物がだれであるかについては、ロレットもアントニオも知らないので、謎のままである。ブロンデルはロレットと〈シャンソン〉「目隠しが目を覆う」（Un bandeau couvre les yeux）を歌う。そこに、王の恋人のマルグリット伯爵令嬢の馬車が到着する。令嬢の姿を見ると、ブロンデルは驚き、慌ててヴァイオリンで王が彼女のために作った恋唄を演奏する。令嬢はそれを聞いて、男に声を掛ける。ブロンデルはこの曲は獅子心王と親しかった人から教わったのですと言い、今夜の宿を何とかしてもらえないかと頼む。令嬢はこれに応えて、彼女の従者たちと一緒に泊まっても良いと言う。ブロンデルは言葉に甘えて、従者たちと共に酒を酌み交わし、〈シャンソン〉「皇帝サラダン」（Que le sultan Saladin）を歌うと一同もこれに合わせて歌い出すのだった。

### 第2幕
砦の内部

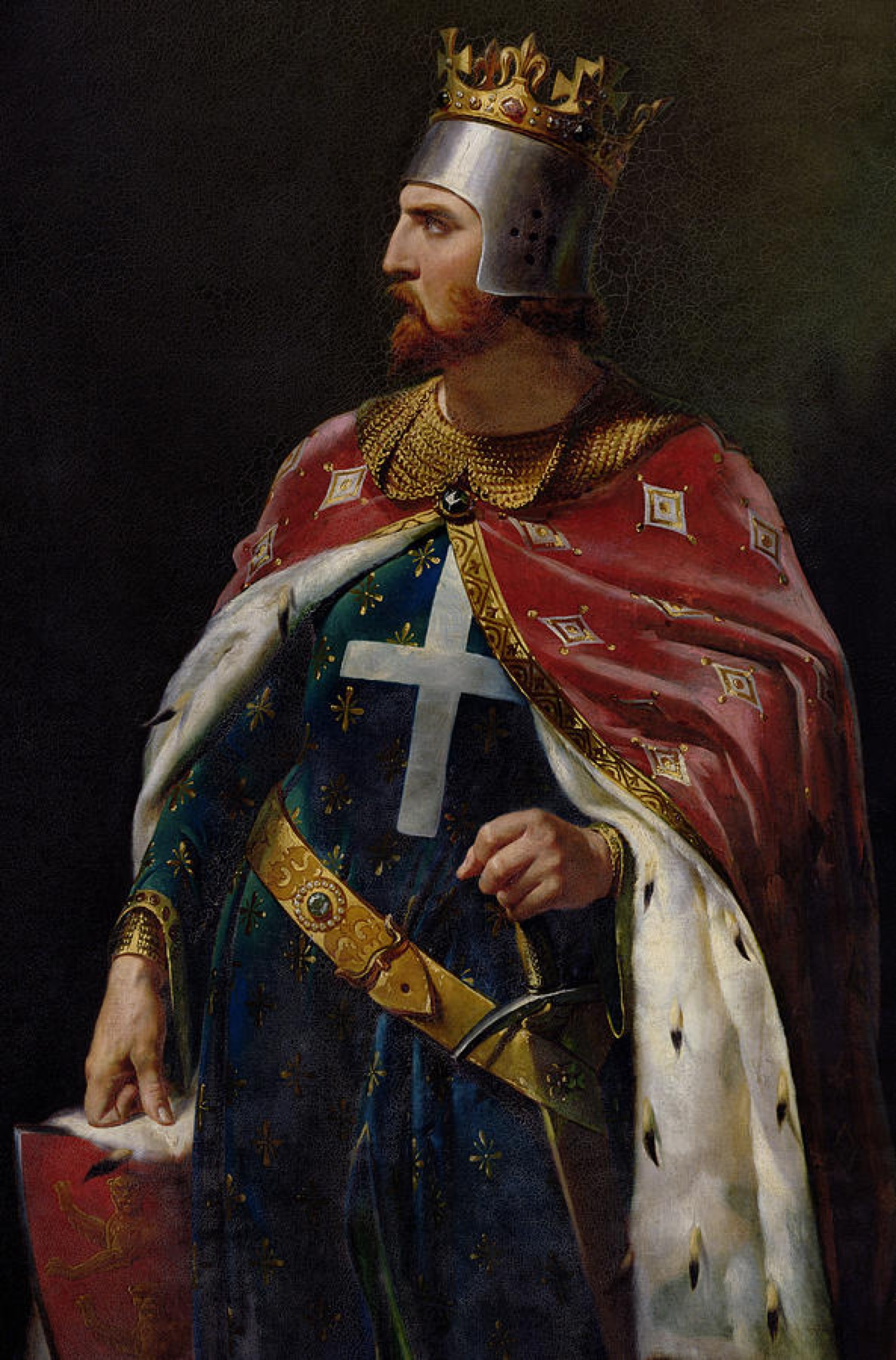
獅子心王リシャール

城代が獅子心王リシャールに牢獄からしばしの間、外へ出ることを許す。一人、テラスで佇むと〈アリア〉「もしこの世に忘れられたら」（Si l'univers entier m'oublie）を歌う。砦の外にはブロンデルが来ており、王の恋唄を歌う。リシャールはびっくりするが、自分の存在を知らせるために自分も歌の続きを歌う。リシャールはその声から、砦の外で歌っている相手がブロンデルであると理解する。ブロンデルもそこにリシャールがいることを確信し、ヴァイオリンを弾き始める。これを聞きつけた衛兵が扉を開けて、ブロンデルを捕らえて砦の中に引き入れる。ブロンデルが自分は城代に伝言を持ってきただけの盲目の使いに過ぎないと言うと、衛兵たちは城代を呼びに行くために、場を立ち去る。ブロンデルが城代と2人だけで話したいと言うと、城代は人払いをする。そして、ブロンデルは今夜ウィリアムズの家でパーティーが開催され、誰でも簡単に入れるから、ぜひ来て欲しいと言うロレットからのメッセージを伝える。すると、城代は非常に喜んで、是非とも参加すること言うが、ブロンデルが衛兵たちに不審に思われないように、わざと私を乱暴に追い出して欲しいと言う。城代は白々らしくも彼を𠮟りつけ、衛兵たちに追い出すよう命じる。扉が開くとアントニオが駆け寄って、盲目なので許してやってと言い、ブロンデルを連れて、立ち去る。

### 第3幕

#### 第1場
ウィリアムズ家のサロン

3幕の情景

ブロンデルは伯爵令嬢の召使に取り入って、金を握らせて伯爵令嬢に是非とも会わせて欲しいと頼む。そして、召使と一緒に宿の奥に入る。令嬢が現れると、ウィリアムズには世話になったと感謝の気持ちを表明する。侯爵令嬢は従者たちに出発の準備を進めるよう命令する。そこに、侍女が寄って来て、昨夜の盲目のヴァイオリン弾きが目が見えるようになって、令嬢に面会を求めていると伝える。令嬢が面会の許可を出すと、ブロンデルは人はらいを依頼し、フランドルとアルトワの伯爵令嬢マルグリット様と恭しく話し始める。彼は令嬢が身分も名前も知っている男、獅子心王リシャールの家臣ブロンデルであると名乗る。そして、王は近郊に幽閉されていると言う。令嬢は喜び、ここにいるウィリアムズも英国人で、仲間だと言う。令嬢は皆を呼びをブロンデルから聞いた事の次第を共有する。そして、どうやって王を救出しようかと皆で思案する。ブロンデルは既に策は考えてあると言い、詳細を説明する。今日は近くで金婚式と結婚式が同時に行われるから、この館を解放して、村人たちを招き入れて華やかなダンス・パーティーを開くように言う。そうすると、好色な城代がウィリアムズの娘ロレットに会いに来るはずだから、その場で城代を捕らえて、王を釈放させようと提案する。勝手がわかっていないウィリアムズはそんなに事がうまく進むのかと不審に思う。ブロンデルは彼の疑問を解消するべく、実は手は事前に打ってあることを明かす。ウィリアムズは納得し、仲間たちに準備を進めるよう促す。家来は令嬢に従ってきた兵士たちを武装させて、森の中に潜ませる。パーティーの準備が始まる。ブロンデルはロレットに今夜のダンス・パーティーには城代のフロレスタンもやって来ることになっていると教えて、彼女を喜ばせる。宵になると、村人たちが三々五々に訪れる。ダンス・パーティーが始まると、城代も姿を現し、ロレットに一緒に踊ることを申し出る。二人はワルツを踊り始める。そこへ、周囲に潜んでいた兵士たちが城代を取り囲み、これは何かの陰謀かと叫ぶが、ウィリアムズが我々はリシャール王の配下の者であると正体を表して、リシャール王の解放を要求するが、城代はこれを拒否する。

#### 第2場
砦のある山麓の村
マルグリット伯爵令嬢の兵士たちが城代不在の砦を取り囲み、攻勢を掛ける。激戦の末に、砦にはマルグリットの軍旗がひるがえる。ブロンデルは王の救出に成功する。マルグリットは失神しそうなほどの喜びようであるが、何とかリシャール王を迎える。ウィリアムズはフロレスタンを捕らえている。王はフロレスタンを許してやり、寛大にも剣を返してやる。マルグリットはフロレスタンとロレットの手を取り、あなた方は結ばれるのよと言うと、一同も感動に包まれて、喜び、大団円となる。

## 主な録音・録画
| 録音年 | 配役 ブロンデル リシャール ロレット アントニオ ウィリアムズ                                                            | 指揮者、 管弦楽団および合唱団                                                             | レーベル |
| ------ | --- | ----------------------------------------------------------------------------------------- | --- |
| 1978   | ミシェル・トランポン シャルル・ビュルル マディ・メスプレ ジャクリーヌ・ストルノット ジャン・ヴァン・ゴール             | エドガール・ドヌー ベルギー放送室内管弦楽団 I.M.E.P合唱団                                 | CD: EMI EAN: 0747963617844 |
| 1993   | ペーター・エーデルマン フーバート・ツィンゲルレ マリエッラ・ペンニッキ フラヴィア・ベルナルディ マッティア・ニコリーニ | ファビオ・ネーリ イタリア国際管弦楽団 ボルツァーノ・モンテヴェルディ音楽院合唱団          | CD: NUOVA ERA EAN: 8010984171575 |
| 2018   | エンゲルラン・ド・イス レイナウト・ファン・メヘレン メロディー・ルルジャン マリー・ペルボー ジョフロワ・ビュフィエ     | エルヴェ・ニケ ル・コンセール・スピリテュエル（合唱、管弦楽） 演出:マーシャル・ピンコスキ | CD＆DVD:Chateau de Versailles EAN: 4589538759025 古楽器使用、ヴェルサイユ宮殿王立歌劇場（ライヴ） DVD版のブロンデルはレミ・マチュー |

## 関連作品
- ベートーヴェン： グレトリのオペラ『獅子心王リシャール』（Richard Cœur de Lion）のロマンス「燃える情熱」（Une fièvre brûlante）の主題による8つの変奏曲 ハ長調 WoO.72（1795年？）